# Капацинская, Антонина Александровна
Антонина Александровна Капацинская (1 [14] марта 1902, Булатниково, Владимирская губерния — 31 мая 1972, Горький) — советский хозяйственный, государственный и политический деятель.

## Биография
Родилась в 1902 году в селе Булатникове.
Получив среднее образование в городе Владимире, работала сельской учительницей.  Окончила Горьковский государственный университет (1928 г.).
Работала практиканткой в совхозе Горьковской зоотехнической опытной станции (ГЗОС), расположенной в селе Подвязье Богородского район . По окончании университета была оставлена в качестве младшего, а затем старшего научного сотрудника этой станции.
В 1930 – 1937 годах работала в областном земельном управлении инспектором госплемкниги при отделе животноводства и заведующей племенным отделом животноводства.
С 1937 года и до конца жизни трудилась в Горьковском сельскохозяйственном институте (ГСХИ). Член ВКП(б) с 1939 года  Работала научным сотрудником зональной опытной станции, инспектором по племенному делу.
В мае 1941 защищает  защищает диссертацию, ей присваивается ученая степень кандидата сельскохозяйственных наук.
В 1946 – 1975 годах возглавляла кафедру генетики сельскохозяйственных животных ГСХИ.
В 1950 году звание лауреата Сталинской премии.
В 1950 – 1953 годах – первая и единственная женщина-ректор сельхозинститута.
В 1953 – 1963 годах – декан зооинженерного факультета.
Доктор сельскохозяйственных наук. Профессор, доктор наук (1954).
Депутат Верховного совета РСФСР 3го созыва (1951-1955) и  4-го созыва (1955-1959г) , делегат XX съезда КПСС 
Антонина Александровна была награждена орденом Ленина, двумя орденами «Знак Почета», лауреат Сталинской премии 3-й степени за выдающиеся изобретения и коренные усовершенствования методов производственной работы.
Умерла в Горьком в 1972 году. Похоронена на кладбище «Марьина Роща».

## Овцеводство
В 1936 году по ее инициативе с целью быстрейшего преобразования местных овец в Горьковскую область была завезена из Англии крупная партия племенных баранов скороспелой мясошерстной породы гемпшир. Коллектив кафедры разведения сельскохозяйственных животных Горьковского сельскохозяйственного института принял решение взять под свой контроль организацию и проведение племенной работы с овцами в стадах пригородных колхозов Богородского, Дальнеконстантиновского, Павловского и Сосновского районов.
Работа эта была успешно завершена уже в послевоенный период и получила наивысшую оценку правительства. В 1950 году специальная выездная Государственная комиссия высоко оценила работу коллектива, признав новую породную группу овец самостоятельной породой, получившей название «Горьковская». Ее автору А.А.Капацинской и соавторам А.М.Махлоновой, Е.В.Луковниковой и овцеводке Е.М.Орловой присвоено звание лауреатов Государственной премии.
После утверждения новой породы в Дальнеконстантиновском районе был создан Государственный племенной рассадник овец, который под руководством кафедры разведения сельскохозяйственных животных продолжил племенную работу с горьковской породой, организуя широкое распространение племенного молодняка не только в области, но и за ее пределами.
В 1954 году защитила докторскую диссертацию по теме   "Горьковская мясошерстная порода овец и методы ее выведения" 